# Leo Sterckx
Leo Sterckx, né le 16 juillet 1936 à Hulshout et mort le 4 mars 2023, est un coureur cycliste belge. Il a été médaillé d'argent en vitesse individuelle aux Jeux olympiques de 1960 à Rome, et aux championnats du monde la même année, en amateurs. Il devient professionnel en septembre 1960 et le reste jusqu'en 1966.

## Palmarès

### Jeux olympiques
- Rome 1960
  -  Médaillé d'argent de la vitesse

### Championnats du monde
- Leipzig 1960
  -  Médaillé d'argent de la vitesse amateurs

### Autres compétitions
- Champion de Belgique de vitesse amateur en 1959, 1960
- Champion de Belgique de vitesse professionnel en 1964
- Grand Prix de Copenhague de vitesse en 1963